# Mount Parker
Mount Parker (ook wel Melibengaoy) is een stratovulkaan op het Filipijnse eiland Mindanao. De vulkaan ligt in de provincie South Cotabato, 30 kilometer ten westen van General Santos City en 44 kilometer ten zuiden van Koronadal City. De laatste uitbarsting van Mount Parker was op 4 januari 1641. De vulkaan is door het Philippine Institute of Volcanology and Seismology geclassificeerd als een actieve vulkaan.

## Uitbarstingen en activiteit
Men gaat ervan uit dat Mount Parker in de laatste 3800 jaar drie keer is uitgebarsten. Bij de laatste uitbarsting op 4 januari 1641 heeft het kratermeer, Lake Maughan, zich gevormd.
Op 6 september 1995 werd er vulkanische activiteit gerapporteerd rond Lake Maughan. Toen er ook landverschuivingen en overstromingen bij de rivier Go-a plaatsvonden, werden er door PHIVOLCS seismische metingen uitgevoerd. Het bleek dat een en andere niet te maken had met vulkanische activiteit, maar werd veroorzaakt door menselijk handelen.